# Ravine Cacao (Geneva River)
Die Ravine Cacao ist ein Fluss im Parish Saint Patrick von Dominica.

## Geographie
Die Ravine Cacao entspringt am Osthang von Foundland und verläuft steil nach Westen. Sie mündet bei Châtaigner d'leau von links und Osten in den Geneva River.